# Classe ATC L01
La classe ATC L01, dénommée « Agents antinéoplasiques », est un sous-groupe thérapeutique de la classification anatomique, thérapeutique et chimique, développée par l'OMS pour classer les médicaments et autres produits médicaux. La classe ATC vétérinaire correspondante dans la classification ATCvet est QL01. Le sous-groupe présenté ici est celui établi par l'OMS, et peut donc différer des versions dérivées utilisées dans certains pays. Il fait partie du groupe anatomique L de la classification, intitulé « Antinéoplasiques et agents immunomodulants ».

## L01AAgents alkylants

### L01AA Analogues demoutarde azotée
L01AA01 Cyclophosphamide
L01AA02 Chlorambucil
L01AA03 Melphalan
L01AA05 Chlorméthine
L01AA06 Ifosfamide
L01AA07 Trofosfamide
L01AA08 Prednimustine
L01AA09 Bendamustine

### L01ABSulfonates d'alkyle
L01AB01 Busulfan
L01AB02 Tréosulfan
L01AB03 Mannosulfan

### L01AC Imines d'éthylène
L01AC01 Thiotepa
L01AC02 Triaziquone
L01AC03 Carboquone

### L01ADNitrosourées
L01AD01 Carmustine
L01AD02 Lomustine
L01AD03 Sémustine
L01AD04 Streptozocine
L01AD05 Fotémustine
L01AD06 Nimustine
L01AD07 Ranimustine
L01AD08 Uramustine

### L01AGÉpoxydes
L01AG01 Étoglucide

### L01AX Autres agents alkylants
L01AX01 Mitobronitol
L01AX02 Pipobroman
L01AX03 Témozolomide
L01AX04 Dacarbazine

## L01BAntimétabolites

### L01BA Analogues de l'acide folique
L01BA01 Méthotrexate
L01BA03 Raltitrexed
L01BA04 Pémétrexed
L01BA05 Pralatrexate

### L01BB Analogues de lapurine
L01BB02 Mercaptopurine
L01BB03 Tioguanine
L01BB04 Cladribine
L01BB05 Fludarabine
L01BB06 Clofarabine
L01BB07 Nélarabine

### L01BC  Analogues de lapyrimidine
L01BC01 Cytarabine
L01BC02 Fluorouracile
L01BC03 Tégafur
L01BC04 Carmofur
L01BC05 Gemcitabine
L01BC06 Capécitabine
L01BC07 Azacitidine
L01BC08 Décitabine
L01BC09 Floxuridine
L01BC52 Fluorouracile, associations
L01BC53 Tégafur, associations
L01BC59 Trifluridine, associations

## L01Calcaloïdesvégétaux et autres produits naturels

### L01CA Alcaloïdes deVincaet analogues
L01CA01 Vinblastine
L01CA02 Vincristine
L01CA03 Vindésine
L01CA04 Vinorelbine
L01CA05 Vinflunine
L01CA06 Vintafolide

### L01CB Dérivés de lapodophyllotoxine
L01CB01 Étoposide
L01CB02 Téniposide

### L01CC Dérivés de lacolchicine
L01CC01 Démécolcine

### L01CDTaxanes
L01CD01 Paclitaxel
L01CD02 Docétaxel
L01CD03 Paclitaxel poliglumex
L01CD04 Cabazitaxel

### L01CE Inhibiteurs de la topo-isomérase 1 (top1)
L01CE01 Topotécan
L01CE02 Irinotécan
L01CE03 Etirinotecan pegol
L01CE04 belotecan

### L01CX Autres alcaloïdes végétaux et produits naturels
L01CX01 Trabectédine

## L01DAntibiotiques cytotoxiqueset substances apparentées

### L01DAActinomycines
L01DA01 Dactinomycine

### L01DBAnthracyclineset substances apparentées
L01DB01 Doxorubicine
L01DB02 Daunorubicine
L01DB03 Épirubicine
L01DB04 Aclarubicine
L01DB05 Zorubicine
L01DB06 Idarubicine
L01DB07 Mitoxantrone
L01DB08 Pirarubicine
L01DB09 Valrubicine
L01DB10 Amrubicine
L01DB11 Pixantrone

### L01DC Autres antibiotiques cytotoxiques
L01DC01 Bléomycine
L01DC02 Plicamycine
L01DC03 Mitomycine
L01DC04 Ixabepilone

## L01E Inhibiteurs de protéine kinase

### L01EA Inhibiteurs de tyrosine kinase BRC-ABL
L01EA01 Imatinib
L01EA02 Dasatinib
L01EA03 Nilotinib
L01EA04 Bosutinib
L01EA05 Ponatinib
L01EA06 Asciminib

### L01EB Inhibiteurs de la tyrosine kinase du récepteur du facteur de croissance épidermique (EGFR)
L01EB01 Géfitinib
L01EB01 Erlotinib
L01EB03 Afatinib
L01EB04 Osimertinib
L01EB05 Rocilétinib
L01EB06 Olmutinib
L01EB07 Dacomitinib
L01EB08 Icotinib
L01EB09 lazertinib
L01EB10 mobocertinib
L01EB11 aumolertinib

### L01EC Inhibiteurs de sérine-thréonine kinase b-raf (BRAF)
L01EC01 Vemurafenib
L01EC02 Dabrafénib
L01EC03 Encorafenib

### L01ED Inhibiteurs de kinase du lymphome anaplasique (ALK)
L01ED01 Crizotinib
L01ED02 Céritinib
L01ED03 Alectinib
L01ED04 Brigatinib
L01ED05 Lorlatinib

### L01EE Inhibiteurs de la protéine kinase activée par les mitogènes (MEK)
L01EE01 Tramétinib
L01EE02 Cobimétinib
L01EE03 Binimetinib
L01EE04 selumetinib
L01EE05 mirdametinib

### L01EF Inhibiteurs de kinase cycline-dépendante (CDK)
L01EF01 Palbociclib
L01EF02 Ribociclib
L01EF03 Abemaciclib

### L01EG Inhibiteurs de la kinase de la cible mammalienne de la rapamycine (mTOR)
L01EG01 Temsirolimus
L01EG02 Évérolimus
L01EG03 Ridaforolimus
L01EG04 Sirolimus

### L01EH Inhibiteurs de la tyrosine kinase du récepteur 2 du facteur de croissance épidermique humain (HER2)
L01EH01 Lapatinib
L01EH02 Nératinib
L01EH03 Tucatinib

### L01EJ Inhibiteurs de janus kinase (JAK)
L01EJ01 Ruxolitinib
L01EJ02 fedratinib
L01EJ03 pacritinib
L01EJ04 momelotinib

### L01EK Inhibiteurs de la tyrosine kinase du récepteur du facteur de croissance de l'endothélium vasculaire (VEGFR)
L01EK01 Axitinib
L01EK02 Cédiranib
L01EK03 Tivozanib
L01EK04 fruquintinib

### L01EL Inhibiteurs de tyrosine kinase de bruton (BTK)
L01EL01 Ibrutinib
L01EL02 acalabbrutinib
L01EL03 zanubrutinib
L01EL04 orelabrutinib
L01EL05 pirtobrutinib
L01EL06 tirabrutinib

### L01EM Inhibiteurs de phosphatidylinositol-3-kinase (PI3K)
L01EM01 Idélalisib
L01EM02 Copanlisib
L01EM03 alpélisib
L01EM04 duvelisib
L01EM05 parsaclisib

### L01EN Inhibiteurs de la tyrosine kinase du récepteur du facteur de croissance des fibroblastes (FGFR)
L01EN01 erdafitinib
L01EN02 pemigatinib
L01EN03 infigratinib
L01EN04 futibatinib

### L01EX Autres inhibiteurs de protéine kinase
L01EX01 Sunitinib
L01EX02 Sorafénib
L01EX03 Pazopanib
L01EX04 Vandétanib
L01EX05 Régorafénib
L01EX06 Masitinib
L01EX07 Cabozantinib
L01EX08 Lenvatinib
L01EX09 Nintédanib
L01EX10 Midostaurine
L01EX11 quizartinib
L01EX12 larotrectinib
L01EX13 gilteritinib
L01EX14 entrectinib
L01EX15 pexidartinib
L01EX17 capmatinib
L01EX18 avapritinib
L01EX19 ripretinib
L01EX21 tepotinib
L01EX22 selpercatinib
L01EX23 pralsetinib
L01EX24 surufatinib
L01EX25 umbralisib
L01EX26 sitravatinib
L01EX27 capivasertib
L01EX28 repotrectinib

## L01F Anticorps monoclonaux et conjugués anticorps-médicaments

### L01FA Inhibiteurs du CD20 (clusters of differentiation 20)
L01FA01 Rituximab
L01FA02 Ofatumumab
L01FA03 Obinutuzumab

### L01FB Inhibiteurs de CD22 (clusters of differentiation 22)
L01FB01 Inotuzumab ozogamicine
L01FB02 moxetumomab pasudotox

### L01FC Inhibiteurs de CD38 (clusters of differentiation 38)
L01FC01 Daratumumab
L01FC01 isatuximab

### L01FD Inhibiteurs de HER2 (récepteur 2 du facteur de croissance épidermique humain)
L01FD01 Trastuzumab
L01FD02 Pertuzumab
L01FD03 Trastuzumab émtansine
L01FD04 trastuzumab deruxtecan
L01FD05 trastuzumab duocarmazine
L01FD06 margetuximab
L01FD07 zanidatamab

### L01FE Inhibiteurs de l'EGFR (récepteur du facteur de croissance épidermique)
L01FE01 Cétuximab
L01FE02 Panitumumab
L01FE03 Necitumumab

### L01FF Inhibiteurs de PD-1/PDL–1 (protéine de mort cellulaire programmée 1/lien de mort)
L01FF01 Nivolumab
L01FF02 Pembrolizumab
L01FF03 Durvalumab
L01FF04 Avélumab
L01FF05 Atezolizumab
L01FF06 Cemiplimab
L01FF07 dostarlimab
L01FF08 prolgolimab
L01FF09 tislelizumab
L01FF10 retifanlimab
L01FF11 sugemalimab
L01FF12 serplulimab
L01FF13 toripalimab

### L01FG Inhibiteurs du VEGF/VEGFR (facteur de croissance de l'endothélium vasculaire)
L01FG01 Bévacizumab
L01FG02 Ramucirumab

### L01FX Autres anticorps monoclonaux et conjugués anticorps-médicaments
L01FX01 Édrécolomab
L01FX02 Gemtuzumab ozogamicine
L01FX03 Catumaxomab
L01FX04 Ipilimumab
L01FX05 Brentuximab védotine
L01FX06 Dinutuximab beta
L01FX07 Blinatumomab
L01FX08 Élotuzumab
L01FX09 Mogamulizumab
L01FX10 Olaratumab
L01FX11 Bermekimab
L01FX12 tafasitamab
L01FX13 enfortumab vedotin
L01FX14 polatuzumab vedotin
L01FX15 belantamab mafodotin
L01FX16 oportuzumab monatox
L01FX17 sacituzumab govitecan
L01FX18 amivantamab
L01FX19 sabatolimab
L01FX20 tremelimumab
L01FX21 naxitamab
L01FX22 loncastuximab tesirine
L01FX23 tisotumab vedotin
L01FX24 teclistamab
L01FX25 mosunetuzumab
L01FX26 mirvetuximab soravtansine
L01FX27 epcoritamab
L01FX28 glofitamab
L01FX29 talquetamab
L01FX31 zolbetuximab
L01FX32 elranatamab
L01FX33 tarlatamab
L01FX34 odronextamab
L01FX35 datopotamab deruxtecan
L01FX36 patritumab deruxtecan

### L01FY Combinaisons d'anticorps monoclonaux et de conjugués anticorps-médicaments
L01FY01 pertuzumab and trastuzumab
L01FY02 nivolumab et relatlimab
L01FY03 prolgolimab et nurulimab

## L01X Autres agents antinéoplasiques

### L01XA Composés duplatine
L01XA01 Cisplatine
L01XA02 Carboplatine
L01XA03 Oxaliplatine
L01XA04 Satraplatine
L01XA05 Polyplatillène

### L01XBMéthylhydrazines
L01XB01 Procarbazine

### L01XDSensibilisantsutilisés enphotochimiothérapie/radiothérapie
L01XD01 Porfimer sodium
L01XD03 Aminolévulinate de méthyle
L01XD04 Acide aminolévulinique
L01XD05 Témoporfine
L01XD06 Éfaproxiral
L01XD07 Padéliporfin

### L01XF Rétinoïdes pour le traitement du cancer
L01XF01 Trétinoïne
L01XF02 Alitrétinoïne
L01XF03 Bexarotène

### L01XG Inhibiteurs de protéasome
L01XG01 Bortézomib
L01XG02 Carfilzomib
L01XG03 Ixazomib

### L01XH Inhibiteurs de l'histone désacétylase (HDAC)
L01XH01 Vorinostat
L01XH02 Romidepsine
L01XH03 Panobinostat
L01XH04 Bélinostat
L01XH05 entinostat
L01XH06 tucidinostat
L01XH07 resminostat

### L01XJ Inhibiteurs de la voie hedgehog
L01XJ01 Vismodégib
L01XJ02 Sonidégib
L01XJ03 glasdegib

### L01XK Inhibiteurs de poly (ADP-ribose) polymérase (PARP)
L01XK01 Olaparib
L01XK02 Niraparib
L01XK03 Rucaparib
L01XK04 Talazoparib
L01XK05 veliparib
L01XK06 pamiparib
L01XK52 niraparib and abiraterone

### L01XL Thérapie cellulaire et génique antinéoplasique
L01XL01 Sitimagène céradénovec
L01XL02 Talimogène laherparépvéc
L01XL03 axicabtagene ciloleucel
L01XL04 tisagenlecleucel
L01XL05 ciltacabtagene autoleucel
L01XL06 brexucabtagene autoleucel
L01XL07 idecabtagene vicleucel
L01XL08 lisocabtagene maraleucel
L01XL09 tabelecleucel
L01XL10 nadofaragene firadenovec
L01XL11 lifileucel
L01XL12 obecabtagene autoleucel

### L01XM Inhibiteurs de l'isocitrate déshydrogenase (IDH)
L01XM01 enasidenib
L01XM02 ivosidenib
L01XM03 olutasidenib
L01XM04 vorasidenib

### L01XX Autres agents antinéoplasiques
L01XX01 Amsacrine
L01XX02 Asparaginase
L01XX03 Altrétamine
L01XX05 Hydroxycarbamide
L01XX07 Lonidamine
L01XX08 Pentostatine
L01XX09 Miltéfosine
L01XX10 Masoprocol
L01XX11 Estramustine
L01XX16 Mitoguazone
L01XX18 Tiazofurine
L01XX23 Mitotane
L01XX24 Pégaspargase
L01XX27 Trioxyde d'arsenic
L01XX29 Denileukin diftitox
L01XX33 Célécoxib
L01XX35 Anagrélide
L01XX36 Oblimersène
L01XX40 Omacétaxine mépésuccinate
L01XX41 Éribuline
L01XX44 Aflibercept
L01XX52 Vénétoclax
L01XX53 Vosaroxine
L01XX57 Plitidepsine
L01XX58 Épacadostat
L01XX66 selinexor
L01XX67 tagraxofusp
L01XX69 lurbinectedin
L01XX72 tazemetostat
L01XX73 sotorasib
L01XX74 belzutifan
L01XX75 tebentafusp
L01XX77 adagrasib
L01XX78 navitoclax
L01XX79 eflornithine
L01XX80 imetelstat
L01XX81 nirogacestat
L01XX82 darinaparsin
L01XX83 para-toluenesulfonamide
L01XX84 pelabresib
L01XX85 idroxioleic acid
L01XX86 calaspargase pegol

### L01XY Associations d'agents antinéoplasiques
L01XY01 Cytarabine et daunorubicine
L01XY04 bifikafusp alfa and onfekafusp alfa